# Воари
Воари́ (фр. Voharies) — коммуна во Франции, находится в регионе Пикардия. Департамент коммуны — Эна. Входит в состав кантона Марль. Округ коммуны — Вервен.
Код INSEE коммуны — 02823.

## Население
Население коммуны на 2010 год составляло 68 человек.
| 1962 | 1968 | 1975 | 1982 | 1990 | 1999 | 2010 |
| ---- | ---- | ---- | ---- | ---- | ---- | ---- |
| 149  | 149  | 126  | 98   | 78   | 78   | 68   |

## Экономика
В 2010 году среди 44 человек трудоспособного возраста (15—64 лет) 23 были экономически активными, 21 — неактивными (показатель активности — 52,3 %, в 1999 году было 66,7 %). Из 23 активных жителей работали 23 человека (12 мужчин и 11 женщин), безработных не было. Среди 21 неактивных 8 человек были учениками или студентами, 6 — пенсионерами, 7 были неактивными по другим причинам.